# Eitlbrunn
Eitlbrunn ist ein Gemeindeteil des Marktes Regenstauf im Landkreis Regensburg (Oberpfalz, Bayern). Bis 1978 war es Sitz der gleichnamigen Gemeinde. 

## Lage
Das Pfarrdorf liegt auf freier Flur, etwa 4 km westlich von Regenstauf. Zum Altort gesellte sich ab der zweiten Hälfte des 20. Jahrhunderts im Südwesten ein ausgedehntes Siedlungsgebiet.

## Geschichte
Der Ort wird als Atelprunne 1340 erstmals urkundlich erwähnt. Die Gemeinde Eitlbrunn entstand mit dem bayerischen Gemeindeedikt von 1818. Sie umfasste die Orte Eitlbrunn, Eichlberg, Epfenthau (Epfendau), Ferneichlberg, Fronau, Hochstraß, Kleeberg, Kohlstatt (Kohlstätten), Kühthal, Lindach, Schanzlohe, Süßberg und Wieden. 1945 wurden auch Steinsberg und Loch nach Eitlbrunn eingemeindet. 1948 wurde die aufgelöste Gemeinde Steinsberg wieder selbständig. Am 1. Mai 1978 wurde Eitlbrunn mit seinen Gemeindeteilen nach Regenstauf eingegliedert.
Eitlbrunn besaß seit dem 14. Jahrhundert eine Sankt-Jakobs-Kirche. Die bis in die 1950er Jahre existierende Expositurkirche St. Jakob stammte im Wesentlichen aus dem 17. Jahrhundert. Zum Bau der 1959 errichteten St.-Michael-Kirche wurde die alte Kirche abgetragen. Eitlbrunn ist heute Sitz einer Pfarrkuratie.

## Sehenswürdigkeiten
In der Liste der Baudenkmäler sind für Eitlbrunn die St.-Michael-Kirche, ein Gasthof, eine Christusfigur und ein Marterl aufgeführt.